# غازي الكواري
غازي ماجد الكواري (مواليد 19 مايو 1977) هو لاعب كرة قدم بحريني يلعب مع البسيتين في الدوري البحريني الممتاز كمدافع. مثّل منتخب البحرين لكرة القدم في كأس آسيا 2004.

## روابط خارجية
- غازي الكواري على موقع قاعدة بيانات كرة القدم.إي يو (الإنجليزية)
- غازي الكواري على موقع ناشيونال فوتبول تيمز (الإنجليزية)